# لبنى فاسيكي
لبنى فاسيكي (توفيت يوم 3 نوفمبر 2015)، هي ممثلة مغربية من مواليد مدينة مراكش، وبها واصلت دراستها الابتدائية والثانوية، حيث حصلت على شهادة الباكالوريا سنة 1998، ثم التحقت بكلية الآداب والعلوم الإنسانية، قبل أن تلتحق سنة 2000 بالمعهد العالي للفن المسرحي والتنشيط الثقافي بمدينة الرباط، إلى حدود سنة 2004، حيث حصلت على دبلوم في شعبة التشخيص المسرحي. وكان أول عمل لها في مسارها الفني، فيلم وثائقي عن المسيرة الخضراء، تلته مجموعة من الأعمال المسرحية والتلفزية وأيضا السينمائية.

## وفاتها
توفيت صبيحة يوم الثلاثاء 3 نوفمبر 2015 في المستشفى الجامعي محمد السادس في مراكش بعد معاناة مع المرض دامت لأسابيع.(كانت تعاني من مرض الربو) ودُفنت في مقبرة باب اغمات بمقاطعة سيدي يوسف بن علي بمراكش.

## وصلات خارجية
- وفاة الفنانة المسرحية لبنى فاسيكي